# Штурм Сергиополя
Штурм Сергиополя (каз. Сергиопольге шабуыл; 20 — 21 июля 1918) — взятие города Сергиополя антибольшевистскими силами.

## Накануне
Командующий Сибирской армией поставил перед частями Степного Сибирского корпуса задачу помочь семиреченским казакам.
6 июля командир корпуса приказал полковнику Ф. Г. Ярушину организовать отряд в составе не более одной или двух рот 5-го Степного полка, одной сотни 3-го Сибирского казачьего полка, отдельной роты капитана Ушакова, взвода 1-го Алашского степного конного полка под командой прапорщика Ступина, 19 грузовых и 2 легковых автомобилей и выехать в Сергиополь. Начальнику Семиреченского отряда полковнику Ярушину на первом этапе ставилась задача взять Сергиополь.
7 июля в сторону Сергиополя был направлен Семипалатинский конный отряд под командованием подъесаула Г. П. Люсилина. В состав его отряда входили сотня 3-го Сибирского казачьего полка, полусотня казаков-партизан и санитарный отряд, всего 6 офицеров и 175 казаков при 2 пулеметах и одном легковом автомобиле.
14 июля, получив сведения о выступлении подкрепления для белых, красноармейцы оставили Бахты и с большими обозами через Маканчи направились к Урджару. Все три села были разорены красноармейцами. 15 июля утром Комитет спасения перешел границу и прибыл в Бахты, оставив население и учреждения района в Китае. Ярушин докладывал, что «в Маканчах, Бахты, Урджаре все разграблено... большевиками; окрестные киргизы, не успевшие откочевать, вырезаны большевиками включительно до грудных младенцев».
18 июля авангард, возглавляемый капитаном Виноградовым, достиг пикета Алтын-Кулат, где смог соединиться с отрядом подъесаула Люсилина и казаками Кокпектинской и Урджарской станиц.

## Штурм
20 июля капитан Виноградов предпринял наступление на Сергиополь. Бой продолжался 36 часов и в ночь на 21 июля завершился полной победой белых. Защищавшие город красногвардейцы потеряли около 200 человек убитыми, остальные 400 человек, частью бросив оружие, ушли в направлении Урджара. Трофеями белых стали одно орудие и три пулемёта системы «Максим», их потери составили 7 человек убитыми, 20 ранеными и контуженными.
Гарнизон большевиков был частично перебит, и частично разбежался, причем первым, бросив своих бойцов, бежал сам командир Иванов (впоследствии он был арестован и расстрелян по распоряжению командования большевиков в Верном).
В штурме Сергиополя принимал участие и алашский взвод прапорщика Ступина. Газета «Сибирская речь» писала - «О действиях киргизских добровольцев, управление Алаш-Орды постоянно извещает находящегося в настоящее время в г. Омске киргизского премьер-министра А.Н. Букейханова. Так, им недавно получена из Арката следующая телеграмма:«Муса присутствовал при взятии г. Сергиополя, приехал и лично отрубил головы девяти красным. Большевики убежали в Урджар. За ними послан отряд Габдиханова».